# Парад на победата в Баку
Парад на победата (на азерски:Zəfər paradı) е военен парад в чест на победата на Азербайджан във войната в Нагорни-Карабах през есента на 2020 г. (официално наричана „Отечествената война“ в Азербайджан). Парадът се провежда с 3000 военнослужещи, които са се отличили по време на войната, заедно с военна техника, безпилотни летателни апарати и самолети, както и арменски военни трофеи и турски войници и офицери, докато кораби от флота извършват маневри в близкия залив на Баку, а над града летят реактивни самолети и хеликоптери. Турският президент Реджеп Тайип Ердоган, ключов съюзник на Азербайджан във войната, също присъства на военния парад като част от държавно посещение в Баку.
Военният парад предизвиква голям интерес сред жителите на Баку, които се събират в различни части на града и се опитват да наблюдават парада отблизо, въпреки правилата, свързани с COVID-19.
Парадът е критикуван в Армения, тъй като президентът на Азербайджан Илхам Алиев обявява районите на Сюник, Гехаркуник и Ереван в Армения за „исторически земи“ на азербайджанците, а Ердоган припомня духа на Енвер паша, който е бил един от организаторите на арменския геноцид. И двете изявления са осъдени от арменския премиер Никол Пашинян. В по-късна реч Алиев твърди, че „няма териториални претенции към нито една държава, включително Армения“. Алиев обаче многократно е отправял иредентистки претенции към арменските територии, като се е зарекъл да „се върне към тях“, заявявайки:
| „           | Ереван е нашата историческа земя и ние азербайджанците трябва да се върнем в тези исторически земи | “ |
| Илхам Алиев | |   |

По-късно, на 22 юли 2021 г., Алиев отправя поредния иредентистки иск към арменската провинция Зангезур (Сюник), като казва, че това е „наша собствена територия“.
По време на парада Ердоган рецитира и части от противоречива съветска азербайджанска поема, която предизвиква напрежение със съседен Иран.

## Предистория
На 27 септември 2020 г. избухват сблъсъци в спорния регион Нагорни Карабах, който де факто се контролира от самопровъзгласилата се и непризната Република Арцах, но де юре e част от Азербайджан. Азербайджанските сили първо настъпват в районите на Физули и Джабраил, като превзмат съответните им административни центрове. Оттам те продължават към Хадрут. Азербайджанските войски започват да напредват по-интензивно след падането на Хадрут около 15 октомври, а арменците започват да отстъпват, когато азербайджанците след това поемат контрола над Зангилан и Кубадли. Започвайки настъпление към Лачин, те проникват и в окръга на град Шуша през горите и планинските му проходи.
След превземането на Шуша, второто по големина селище в Нагорни Карабах, е подписано споразумение за прекратяване на огъня между президента на Азербайджан Илхам Алиев, министър-председателя на Армения Никол Пашинян и президента на Русия Владимир Путин, което прекратява всички бойни действия в района от 00:00 часа на 10 ноември 2020 г. московско време. Съгласно споразумението враждуващите страни запазват контрола над понастоящем притежаваните райони в Нагорни Карабах, докато Армения върне териториите, които е заела през 1994 г., на Азербайджан. Азербайджан също получава сухоземен достъп до своя ексклав Нахчиван, граничещ с Турция и Иран. Приблизително 2000 руски войници са разположени като мироопазващи сили по коридора Лачин между Армения и Нагорни Карабах за мандат от поне пет години.

## Парад

### Преди парада
В началото на декември е разкрито, че парадът на победата ще се проведе на 10 декември на площад „Азадлик“, Баку, столицата на Азербайджан. Движението е ограничено по някои улици и алеи, за да се гарантира безопасността на оборудването, свързано с военния парад. На 5 декември азербайджанските въоръжени сили започват подготовка за парада. На 8 декември се провежда учебен парад, по време на който е демонстрирана военна техника, иззета от въоръжените сили на Армения. Също така над Баку са извършени тренировъчни полети на самолети и хеликоптери на азербайджанските ВВС.
На 9 декември президентът на Турция Реджеп Тайип Ердоган пристига със самолет на международното летище „Хейдар Алиев“ в Баку. Ердоган е поздравен от азербайджански официални лица и турски дипломати в Баку. Той е придружен от съпругата си Емине Ердоган, външния министър Мевлют Чавушоглу, министъра на отбраната Хулуси Акар, говорител на управляващата Партия на справедливостта и развитието Омер Челик, заместник-председателя на партията Махир Юнал и говорител на президентската администрация на турския президент Калън Ребрах.
На 10 декември Илхам Алиев и Ердоган посещават Алеята на мъчениците и поднасят венци пред паметника на Вечния огън. След това отиват на Почетната алея, за да почетат паметта на бившия президент на Азербайджан Гейдар Алиев и поднасят венци на гроба му. И Алиев, и Ердоган се молят в Джамията на мъчениците.

### Предварителна реч
Парадът започва с химна на двете държави.
По време на речта си, президентът на Азербайджан, Илхам Алиев заявява, че стотици хиляди азербайджанци, живеещи в днешна Армения са „изгонени от бащините им земи“, добавяйки, че Zangezur, Гехаркуник, и Ереван са „историческите земи на Азербайджан“, и че арменското ръководство е прогонило стотици хиляди азербайджанци от Армения, както и от Нагорни Карабах. Илхам Алиев отбелязва също, че три дни преди началото на войната, на Общото събрание на ООН той е казал, че „Армения се готви за нова война и те трябва да бъдат спрени“. Той добавя, че през 2020 г. Армения е предприела три атаки срещу Азербайджан – през юли, август и септември. И в отговор той „е заповядал на азербайджанските войници да продължат напред“. След това Алиев припомня битката при Шуша, наричайки я „историческо събитие“. Накрая Алиев заявява, че азербайджанската армия е победила Армения, а арменската армия почти „не съществува и е унищожена“, добавяйки, че ако „арменският фашизъм се надигне отново, резултатът ще бъде същият“.
Реч изнася и президентът на Турция, Реджеп Тайип Ердоган. Той първо пожелава Божията милост към азербайджанските войници, загинали или ранени по време на войната, след което продължава с възхвала на азербайджанско-турските отношения. След това той добавя, че „онези, които са донесли нищо друго освен кланета и сълзи в Карабах, сега трябва да дойдат на себе си“ и че арменските политици трябва да предприемат „смели стъпки към мир и стабилност“. Ердоган, рецитирайки противоречиво съветско азербайджанско стихотворение, след това заявява, че това е денят, в който „душите на Ахмад Джавад, Нуру паша, Енвер паша и Мубариз Ибрахимов са били просветени“. Той също така подчертава, че „борбата в политическата и военната сфера ще продължи на различни фронтове“.

#### Въоръжени сили
След обръщенията, личният състав на азербайджанските въоръжени сили марширува на площад „Азадлик“ под Знамето на победата, което е знамето, поставено в Шуша, когато азербайджанските сили превземат града. След държавното знаме и Знамето на победата е гвардия, носеща цветовете на служебните клонове на въоръжените сили на Азербайджан. Начело на марша е командирът на парада генерал-лейтенант Карим Валиев, който отдава чест на властите на трибуната. Бойните цветове на военните части на Въоръжените сили, участвали във войната, които в този ден са носени от гвардейци в бойни униформи, преминават покрай трибуната под ръководството на генерал-майор Заур Мамедов. Военен диригент на парадните оркестри е заслуженият артист на Азербайджан, подполковник Руфат Ахундзаде, син на Юсиф Ахундзаде, който е действащ началник на Военната служба на въоръжените сили. Официален церемониалмайстор на парада е заслуженият артист на Азербайджан, полковник Абдула Гурбани.
- Военни части
- Личен състав на специалните части на Министерството на отбраната.
- Служители на специалните части YARASA на Службата за външно разузнаване на Азербайджан.
- Личен състав на Държавната гранична служба на Азербайджан.
- Личен състав на специалните части на армията на Нахчиван.
- Личният състав на 1-ви армейски корпус.
- Личният състав на 2-ра бригада (Турция) сини барети.
- Личен състав на Държавната гранична служба на Азербайджан.

### Военна техника
Около 150 превозни средства, включително автомобили със специално предназначение, бронирани машини и оръжейни системи на въоръжените сили на Азербайджан, преминават на парада в колона, водена от генерал-лейтенант Низам Османов. На парада са показани и Orbiter-1, Orbiter-2B, Orbiter-3B, Orbiter-4, Aerostar-BP, Heron, Bayraktar TB2, както и безпилотни летателни апарати Hermes-450, Hermes-900, Guzghun и Harop, използвани от Азербайджан по време на войната.
В края на парада, над Баку летят азербайджански изтребители и хеликоптери.

### Военни трофеи
По време на парада са показани част от военните трофеи, отнети от арменците по време на войната, включително 53 противотанкови оръдия, 4 РСЗО БМ-30 „Смерч“, 97 РСЗО „Град“, 2 РСЗО БМ-27 „Ураган“, 1 РСЗО TOS-1, 7 S-300 ЗРК, 1 радар S-300, 2 локаторни станции S-300, 1 радар P-14, 5 ЗРК Tor, 40 ЗРК Osa 9K33, 4 ЗРК Kub 2K12, 1 ЗРК 2K11, 14 ЗРК Zastava, 2 ЗРК С-125, 22 БЛА, 2 системи Р-17 „Елбрус“, ракетна система ОТР-21 „Точка“, 2 Р-142, 1 „Скай-М“ и 4 системи за електронна борба. Показани са и някои от унищожените и заловени арменски превозни средства, включително 33 2S3 Akatsiya и 2S1 Gvozdika, 352 оръдия, 125 минохвъргачки, 103 превозни средства със специално предназначение, 178 гранатомета, 5 ZSU-23-36l, танкове, 116 БМП, 5 Су-25 и над 500 военни камиона. На парада е изложено и табло с регистрационни табели, конфискувани от арменските въоръжени сили, като на таблото има надпис „Карабах е Азербайджан!“.
- Военни трофеи
- ЗСУ-23-4 „Шилка“
- ЗРК „9К33 Оса“
- ЗРК „2К12 Куб“
- Танкове „Т-72“
- Aвтомобили и камиони
- Камиони „КамАЗ“
- Самоходни гаубици „Гвоздика“
- Реактивна система за залпов огън „Град“

### Техника на въоръжените сили на Азербайджан
- Колона сили за противовъздушна отбрана, водена от заместник-министъра на отбраната, генерал-лейтенант Рамиз Тахиров
- Модернизирани зенитно-ракетни системи „Оса-1Т“, „С-125 ТМ“, „Бук-МБ“, „Илдирим“. и С-300 „Фаворит“
- Безпилотни летателни апарати Orbiter-1KM Ichi Govan, Orbiter-2B, Orbiter-3B, Orbiter-4, Aerostar-BP, Heron, Bayraktar TB2, Hermes-450, Hermes-900, Kuzgun и Harop
- Колона от артилерийски системи, начело с генерал-майор Агамир Султанов.
- Самоходни гаубици и артилерийски установки 152-мм „Акация“, 152-мм Msta-S, 203-mm Pion, 220-мм тежка огнехвъргателна система TOS-1A, противотанков комплекс Chrysanthemum-S, самоходни оръдия-гаубици „Дана“, БМ-21 „Град“, RM-70/85, ракетни системи за многократно изстрелване „Смерч“, тактически комплекси „ТР-300 Гасирга“, „Екстра“, оперативно-тактически ракетни комплекси „Полонез“ и ЛОРА
- Полет на двойка военно-транспортни и десантни хеликоптери Ми-17 на ВВС на Азербайджан под командването на полковник Хасан Аловсатов с държавните знамена на републиките Азербайджан и Турция над Бакинския залив.
- Полет на група транспортни и бойни хеликоптери Ми-35М под командването на подполковник Рашад Надиров
- Полет на хеликоптери Ми-17 под командването на подполковник Рахим Гулузаде
- Полет на групи многоцелеви изтребители МиГ-29 под командването на полковник Заур Рустамов
- Полет на група щурмови самолети Су-25, водени от генерал-майор Намиг Исламзаде, изобразяващи знамето на Република Азербайджан в небето.

- Техника и въоръжение на Азербайджан
- ЗРК „С-125“
- ЗРК „Бук-МБ“
- ЗРК С-300 „Фаворит“
- Танкове „Т-72“
- Самоходна гаубица „2С19 Мста-С“
- Самоходни артилерийски установки „2С7 Пион“
- Тежка огнехвъргачка „ТОС-1А“
- Самоходни противотанкови ракетни системи „Хризантема“

- Безпилотни бойни летателни апарати (БПЛА/Дрон)
- „Херон“
- „Байрактар ТB2“
- „Хермес 450“
- „Хермес 900“

- Военновъздушни сили
- Хеликоптери „Ми-8“
- Хеликоптери „Ми-35М“
- Полет на група многоцелеви изтребители „МиГ-29“
- Су-25 на азербайджанските ВВС.